# Maria Marçal
Maria Marçal (Rio das Ostras, 13 de junho de 2009), é uma cantora e compositora brasileira de música cristã contemporânea. Começou a gravar em 2022 e, no ano seguinte, acumulou aparições na Billboard Hot 100 brasileira com os singles Deixa e Deserto. É membro da Assembleia de Deus Ministério de Madureira.

## Biografia
Filha de Jacqueline Marçal e Carlito Rodrigues de Souza, Maria Marçal começou fazendo regravações de músicas cristãs e as postando na internet. Após isso, foi contratada pela MK Music com 13 anos, gravando o seu primeiro single Se não fosse Deus, com a participação da também artista mirim Thalita Roberta.
Ficou conhecida nacionalmente com o single Deserto, uma regravação do single lançado em 2013, pela cantora Arianne e com o single Deixa, que contou com as colaborações de Samuel Sabinno e Fábio Paixão na composição, e Tadeu Chuff na produção. Depois do sucesso das duas músicas, Maria foi indicada ao Prêmio Multishow de 2023 na categoria Cristã do Ano.
Em 13 de setembro de 2024, Maria Marçal gravou seu primeiro DVD, intitulado "Cura", no Parque de Exposições em Salvador, Bahia. O evento contou com canções inéditas e sucessos de sua carreira. A entrada foi gratuita, mediante a doação de 1 kg de alimento não perecível. Em 9 de novembro, durante o Teleton, transmitido pelo SBT, Maria Marçal foi convidada por Otávio Mesquita a interpretar É o Amor, de Zezé Di Camargo & Luciano. Maria declinou o convite, citando que a música secular não era apropriada para seus compromissos religiosos.

## Discografia
EPs
- 2022: Deserto (Ao Vivo)
- 2023: Jesus Meu Primeiro Amor (Ao Vivo)
- 2024: Maria Marçal - Louvorzão 2023 (Ao Vivo)

## Prêmios e indicações
| Ano  | Prêmio                                     | Categoria                        | Resultado | Ref.   |
| ---- | ------------------------------------------ | -------------------------------- | --------- | ------ |
| 2022 | Troféu Gerando Salvação                    | Música do Ano - "Deserto"        | Venceu    | [ 10 ] |
| 2022 | Troféu Gerando Salvação                    | Artista Mirim                    | Venceu    | [ 10 ] |
| 2022 | Troféu Gerando Salvação                    | Artista Revelação                | Venceu    | [ 10 ] |
| 2023 | Prêmio Multishow de Música Brasileira 2023 | Cristã do Ano - "Deserto"        | Indicada  | [ 11 ] |
| 2023 | Prêmio Multishow de Música Brasileira 2023 | Cristã do Ano - "Deixa"          | Indicada  | [ 11 ] |
| 2024 | Troféu Gerando Salvação                    | Música do Ano - "Deixa"          | Indicada  | [ 12 ] |
| 2024 | Troféu Gerando Salvação                    | Cantora do Ano                   | Indicada  | [ 12 ] |
| 2024 | Troféu Gerando Salvação                    | Videoclipe - "Deixa"             | Indicada  | [ 12 ] |
| 2024 | Troféu Gerando Salvação                    | Artista Mirim                    | Venceu    | [ 13 ] |
| 2024 | Troféu Gerando Salvação                    | Feat do Ano - "Você Não Imagina" | Venceu    | [ 13 ] |
| 2024 | Prêmio iBest                               | Voto Popular                     | Indicada  | [ 14 ] |
| 2024 | Troféu Rede Gospel                         | Cantora do Ano                   | Indicada  | [ 15 ] |